# Megastictus margaritatus
El batará perlado (en Ecuador y Perú) (Megastictus margaritatus), también denominado hormiguero perlado (en Colombia) u hormiguero margarita (en Venezuela), es una especie de ave paseriforme de la familia Thamnophilidae, la única perteneciente al género monotípico Megastictus. Es nativo de la región amazónica en América del Sur. 

## Distribución y hábitat
Se distribuye de forma localizada y fragmentada en el sur de Venezuela (suroeste de Bolívar, sur de Amazonas), extremo este y sur de Colombia (Guainía, Vaupés, Caquetá), este de Ecuador, noreste y centro este de Perú (Loreto, Ucayali) y centro oeste de la Amazonia brasileña (noroeste y centro sur de Amazonas, norte de Rondônia).
Esta especie es considerada rara y local en su hábitat natural: el sotobosque de selvas húmedas de terra firme, hasta los 400 m de altitud. Ocurre también en caatingas amazónicas.

## Descripción
Mide entre 13,5 y 14 cm de longitud y pesa entre 18 y 21 g. Su iris blanquecino la distingue de otros miembros de la familia. El macho es gris puro por arriba, con las alas y la cola negras; las puntas de las plumas cobertoras y de las terciarias con grandes pintas redondas blancas y con las cobertoras superiores y plumas de la cola con amplias pintas blancas. Por abajo es gris más pálido. La hembra es parda por arriba, con las alas y la cola marcadas como en el macho, pero las pintas son pardo amarillento brillante y no blancas; por abajo es ocráceo amarillento. Ningún otro hormiguero presenta las cobertoras de las alas tan intensamente maculadas y las pintas de las terciarias son exclusivas.

## Comportamiento
Típicamente forrajea en pareja y generalmente no se junta a bandadas mixtas de aves del sotobosque.

### Alimentación
Su dieta consiste de artrópodos, generalmente vuela desde una percha para capturar presas voladoras o en el lado inferior de una hoja.

### Reproducción
Poco se conoce sobre sus hábitos. Hay registros de nidificación en Brasil en agosto. Un nido encontrado en Borba, Amazonas, Brasil, tenía formato de taza con diámetro aproximado de 8 cm.

### Vocalización
El canto es inconfundible, claramente dividido en dos partes, una serie de notas quejumbrosas seguida de una rápida serie de notas de timbre más bajo y más ásperas, por ejemplo «juii? juii? juii? jrr-jrr-jrr-jrr-jrr-jrr».

## Sistemática

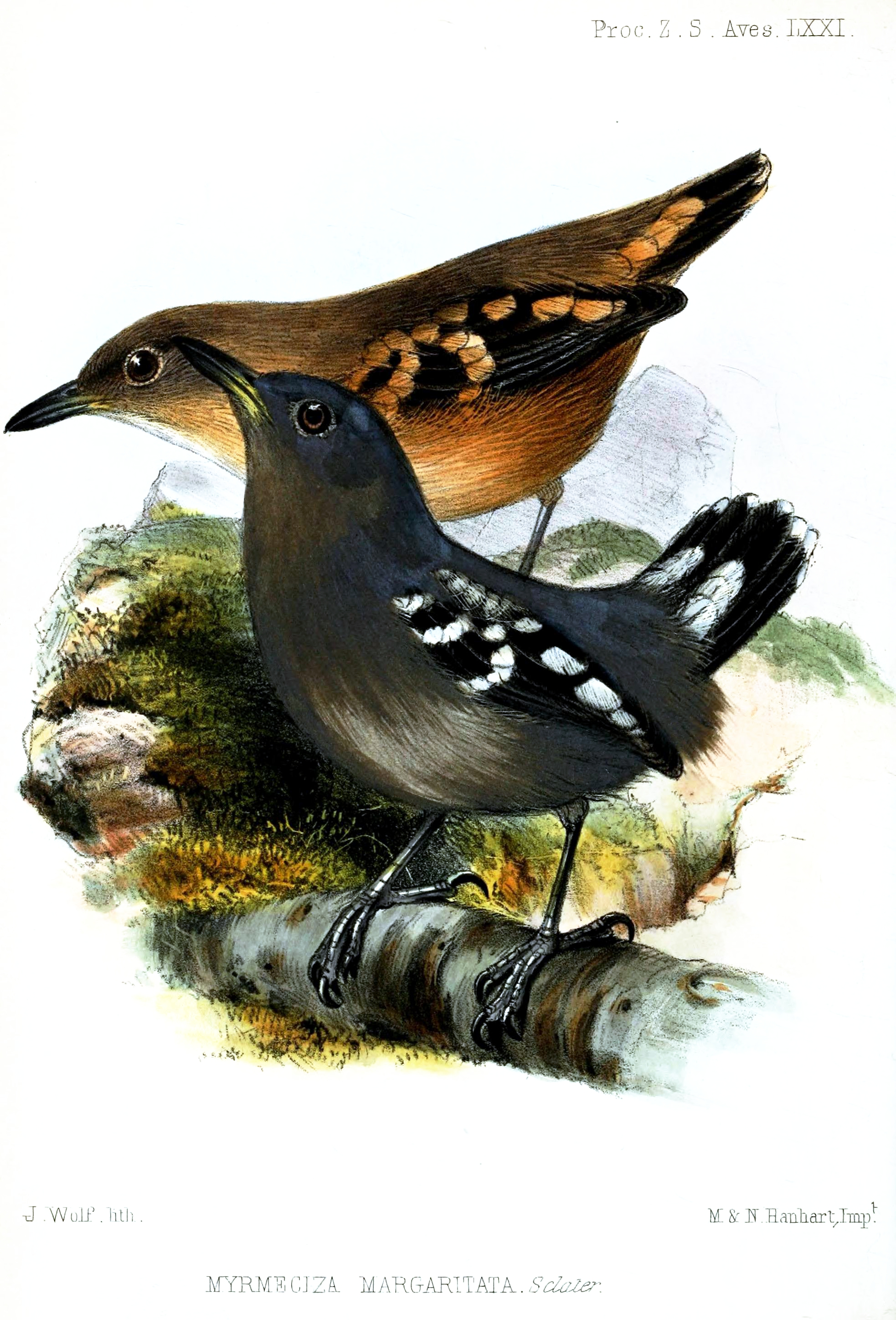
Mimerciza margaritata, macho (abajo) y hembra (arriba), ilustración de Joseph Wolf para Proceedings of the Zoological Society of London, 1854.

### Descripción original
La especie M. margaritatus fue descrita por primera vez por el ornitólogo británico Philip Lutley Sclater en 1855 bajo el nombre científico Myrmeciza margaritata; localidad tipo «Chamicuros, Loreto, Perú».
El género Megastictus fue descrito por el ornitólogo estadounidense Robert Ridgway en 1909, la especie tipo definida fue Myrmeciza margaritata.

### Etimología
El nombre genérico «Megastictus» se compone de las palabras del griego «megas»: grande y «stiktos»: punteado; significando «(ave) grande, punteada»; y el nombre de la especie «margaritatus», del latín: «adornado con perlas».

### Taxonomía
Las relaciones taxonómicas de esta especie son inciertas. Es monotípica.